# Rachael Taylor (aviron)
Pour les articles homonymes, voir Taylor et Rachael Taylor (homonymie).
Rachael Taylor, née le 6 mai 1976 à Ballarat , est une rameuse d'aviron australienne. 

## Carrière
Rachael Taylor remporte la médaille d'argent olympique en deux sans barreur avec Kate Slatter en 2000 à Sydney.
Aux Championnats du monde d'aviron, elle remporte une médaille d'argent en huit en 2002 et une médaille de bronze en deux avec barreur en 1999.